# Ľubomír Urgela
Ľubomír Urgela (* 29. ledna 1990, Žiar nad Hronom, Československo) je slovenský fotbalový útočník, v současnosti působící v klubu FC ViOn Zlaté Moravce – Vráble.

## Fotbalová kariéra
Svou fotbalovou kariéru začal v MFK Dubnica. Mezi jeho další kluby patří: FC Rimavská Sobota, PFK Piešťany a TJ Spartak Myjava. Pak odešel do Česká do MFK Karviná, odkud hostoval v FC Baník Ostrava, pak opět vrátil na Slovensko do klubu FC ViOn Zlaté Moravce – Vráble.